# Nederlandse Spoorwegen
Die Nederlandse Spoorwegen N.V. (Abkürzung NS; deutsch Niederländische Eisenbahnen AG) sind die staatliche Eisenbahngesellschaft der Niederlande und ähnlich wie die Deutsche Bahn AG eine rechtlich unabhängige Aktiengesellschaft in Staatsbesitz. Das Eisenbahnnetz ist nicht im Eigentum der NS, sondern auf die Gesellschaft ProRail unter der Aufsicht des Verkehrsministeriums ausgelagert. Die NS bieten täglich etwa 4.800 Zugfahrten an, in denen ca. 1,1 Millionen Reisende befördert werden.

## Geschichte
Bedingt durch den Ersten Weltkrieg wurde 1917 eine Zweckgemeinschaft der unabhängigen Eisenbahngesellschaften HSM beziehungsweise HIJSM (Hollandsche IJzeren Spoorweg-Maatschappij) und SS (Maatschappij tot Exploitatie van Staatsspoorwegen) gegründet. Die beiden Gesellschaften errichteten einen gemeinsamen Bahnbetrieb, blieben aber rechtlich unabhängig. Dies änderte sich 1938, als HIJSM und SS vollständig fusionierten und in der AG NS (Nederlandse Spoorwegen, früher Nederlandsche Spoorwegen geschrieben) aufgingen.
Während der Deutschen Besetzung der Niederlande waren die Nederlandse Spoorwegen mit dem Transport der im Durchgangslager Westerbork gefangenen Juden betraut. Sie wurden per Zug von den Orten, an denen sie zusammengetrieben bzw. verhaftet worden waren, nach Westerbork gebracht und von dort in Sammeltransporten, die an der Landesgrenze von der Deutschen Reichsbahn übernommen wurden, in die Vernichtungslager. Aufgrund eines Mahnschreibens der Bahnverwaltung an das Reichskommissariat für die besetzten niederländischen Gebiete Reichskommissariat Niederlande aus dem Jahre 1944 wegen noch nicht bezahlter Judentransporte berechnete der niederländische Historiker Johannes Houwink ten Cate, dass die NS an den Judentransporten rund 409.000 Gulden verdient hatten. Im November 2018 boten die Nederlandse Spoorwegen den Überlebenden des Holocaust und deren Angehörigen nach heftigem Widerstand eine Entschädigung an.
Am April-Mai-Streik 1943 beteiligten sich die Beschäftigten der Nederlandse Spoorwegen nicht.
Am 19. Februar 1993 stimmte die Regierung einer weitgehenden Selbstständigkeit der Bahngesellschaft zu. Die jährlichen Betriebsbeihilfen von rund 450 Millionen Gulden sollten bis zum Jahr 2000 eingestellt werden. Die NS erhielten ferner die Möglichkeit, ab 1994 die Fahrpreise selbst festzulegen. Die Infrastruktur wurde in die neue Gesellschaft ProRail ausgelagert, welche fortan die Beihilfen des Staates für Infrastrukturkosten in Höhe von rund einer Milliarde Gulden pro Jahr bekommen sollte.
Die Güterverkehrssparte der NS (ehemals NS Cargo) ist seit 2003 nicht mehr im Eigentum der NS und firmiert jetzt als DB Cargo Nederland N.V.
Am 3. April 2022 kam es nachmittags zu einem weitgehenden Ausfall des Bahnverkehrs der NS in den Niederlanden. Nur Züge privater Bahnunternehmen und internationale Züge sowie Güterzüge verkehrten.

## Streckennetz

Das Niederländische Schienennetz des Personenverkehrs

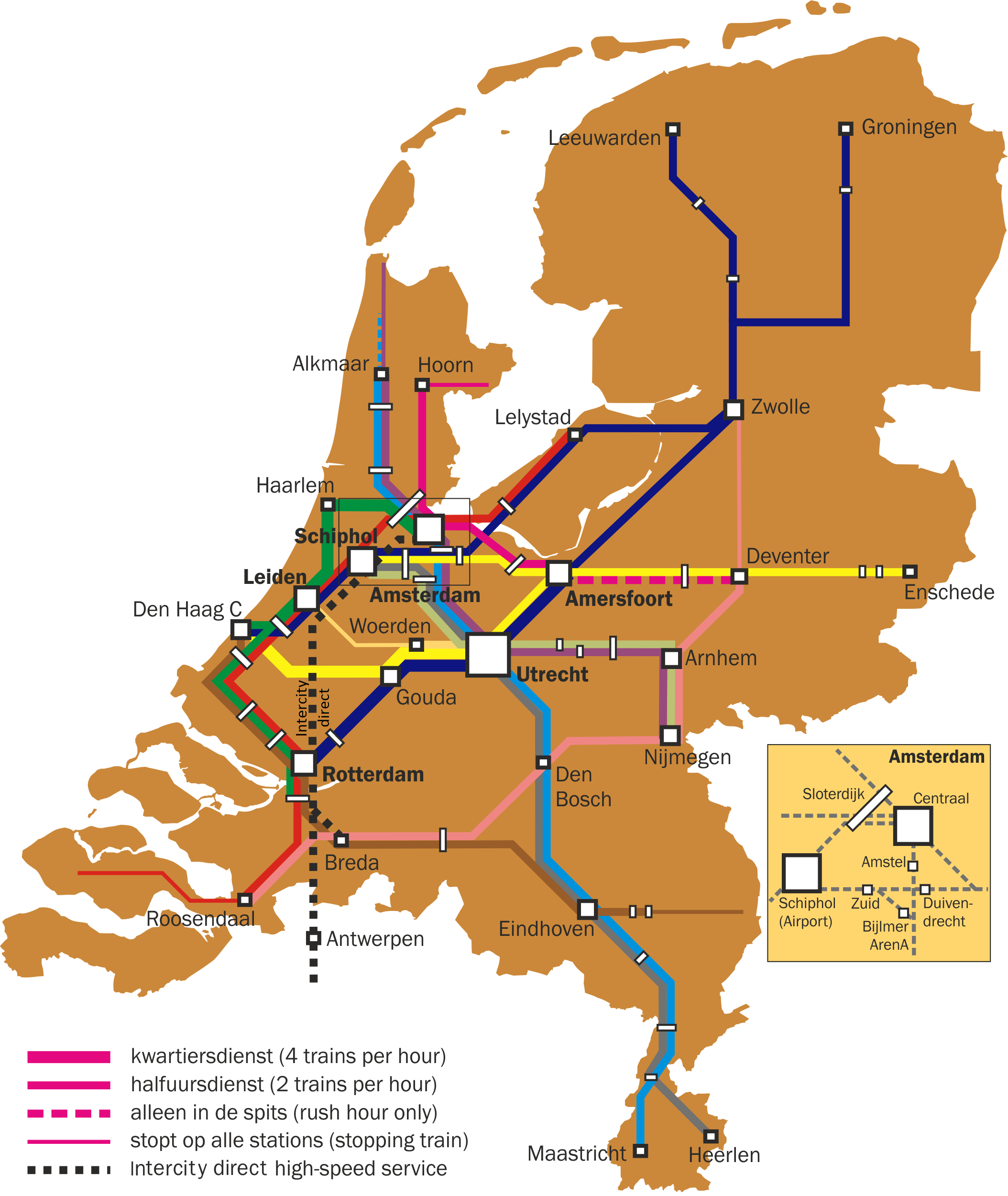
Niederländisches IC-Netz 2015

Die NS betreiben den Verkehr auf einem sehr dichten Streckennetz, das bereits seit Jahrzehnten überregional in regelmäßigem Takt bedient wird, was vielen europäischen Bahnen als Vorbild diente. Zwei bis vier Züge pro Stunde verbinden regelmäßig alle größeren Städte des Landes; zwischen den vier größten Städten Amsterdam, Rotterdam, Den Haag und Utrecht verkehren bis zu zwölf Züge in der Stunde.
Der größte Teil des Streckennetzes in den Niederlanden, welches von ProRail betrieben wird, ist elektrifiziert (73,5 % oder 2064 km, Stand 2004). Die elektrische Spannung beträgt, bis auf die HSL Zuid und die Betuweroute, 1500 Volt Gleichspannung (Vergleich: Deutschland: 15.000 Volt, 16,7 Hz Wechselspannung).

## Struktur
Hauptsächlich sind die NS auf fünf Geschäftsfeldern aktiv. NS Reizigers, NS International und Abellio betreiben Personenverkehr. NedTrain ist für die Wartung der Züge verantwortlich. Die Personenbahnhöfe in den Niederlanden werden durch NS Stations betrieben.

### NS Reizigers
Diese Sparte ist für den inländischen Personenverkehr zuständig. Mit über 10.000 Mitarbeitern und einem Umsatz von ca. zwei Milliarden Euro ist es die größte Sparte der NS.
Im Personenverkehr wird in den Niederlanden zwischen mehreren Zuggattungen unterschieden:
- der Intercity verbindet im Taktverkehr die größeren Städte des Landes und
- Sprinter wird das im Regelfall überall haltende Basisangebot im Nahverkehr genannt.
- Die Zuggattungen Sneltrein (hielt etwas häufiger als der Intercity) und Stoptrein (ehemals Grundangebot im Nahverkehr) sind seit Dezember 2012 nur noch bei privaten Bahngesellschaften in Benutzung und bei den NS sukzessive durch den Intercity bzw. den Sprinter abgelöst worden.

Sämtliche Züge des Fernverkehrs (Intercitys, internationale Züge) werden von NS Reizigers betrieben. Im Regionalverkehr werden die Strecken von den Provinzen ausgeschrieben und ggf. an private Unternehmen wie Keolis Nederland, Veolia oder Arriva vergeben.
Es besteht ein Nachtnetz im Stundentakt zwischen Utrecht und Rotterdam über Amsterdam – Flughafen Schiphol – Den Haag.
Mit dem Fahrplanwechsel am 10. Dezember 2006 wurde auf den meisten Strecken die Symmetriezeit bei den Taktfahrplänen an die in den meisten anderen europäischen Ländern übliche Minute :58,5 angeglichen. Zuvor lag diese abweichend bei Minute :46; dadurch waren bei grenzüberschreitenden Zügen Probleme entstanden.

### NS International
NS International (bis Juni 2014 NS Hispeed) ist zuständig für den inländischen Hochgeschwindigkeitsverkehr und den internationalen Reiseverkehr. Im Zusammenhang mit dem Debakel um die stillgelegten Hochgeschwindigkeitszüge AnsaldoBreda V250 entschied der niederländische Verkehrsminister, NS Hispeed ab Oktober 2013 mit NS Reizigers zusammenzulegen.

Die internationalen Verbindungen (früher unter NS Internationaal geführt) werden in Zusammenarbeit mit europäischen Partnern durchgeführt. In Kooperation mit der Deutschen Bahn AG fahren alle zwei Stunden ICE-International-Züge der ICE-Linie 78 zwischen Amsterdam und Frankfurt am Main, zeitweise bis nach Basel SBB sowie alle zwei Stunden IC-Züge der IC-Linie 77, in den Niederlanden auch IC Berlijn genannt, zwischen Amsterdam Centraal und Berlin über Osnabrück und Hannover. Mit dem City Night Line bestanden direkte Verbindungen nach Wien, Kopenhagen, Berlin, Prag, Zürich (im Winter auch nach Brig) und München (im Winter auch nach Garmisch-Partenkirchen). Die EuroNight-Linie Jan Kiepura verband täglich Amsterdam mit Warschau, Minsk und Moskau. In Zusammenarbeit mit der französischen SNCF werden außerdem Thalys-Verbindungen von Amsterdam über den Flughafen Schiphol nach Brüssel und Paris angeboten. Außerdem verkehren auch lokbespannte Intercity-Züge als IC Brussel von Amsterdam nach Brüssel.

### Abellio
Im 100-prozentigen Tochterunternehmen Abellio Transport Holding B.V. (früher NedRailways) sind überwiegend ausländische Aktivitäten im regionalen Schienenverkehr und Busverkehr gebündelt. Zeitweilig war Abellio auch in Tschechien vertreten. Den Zuschlag für die Konzession für den regionalen Bus- und Schienenverkehr in der niederländischen Provinz Limburg hat das Unternehmen 2015 wegen unfairer Vorteile nicht erhalten.
Im Sommer 2021 begab sich die Abellio GmbH, die Tochtergesellschaft der Abellio Transport Holding für Aktivitäten in Deutschland, in ein Schutzschirmverfahren, nachdem die NS nicht mehr bereit war, Verluste aus dem Deutschlandgeschäft zu tragen. Die Transport UK Group (TUK) nahm im Februar 2023 seinen Betrieb auf, als es im Rahmen eines Management-Buy-outs die britischen Vermögenswerte von Abellio erwarb. Im April 2024 wurde bekannt gegeben, dass Abellio Deutschland an BeNEX verkauft wird. Die Übernahme erfolgte zum 15. Oktober 2024.

### NedTrain
NedTrain BV wartet die Züge von NS Reizigers, NS International und anderen Eisenbahnverkehrsunternehmen. Außerdem werden Züge modernisiert.

### NS Stations
Diese Tochtergesellschaft ist ein Infrastrukturbetreiber und für über 400 Personenbahnhöfe zuständig. Dort steigen täglich durchschnittlich 2,2 Millionen Reisende aus und ein.

### Beteiligungen
Die NS sind an folgenden Unternehmen beteiligt:
- HTM Personenvervoer (49 %), Nahverkehrsbetrieb von Den Haag
- OV-fiets (ein Fahrradverleihsystem)

## Dienstleistungen

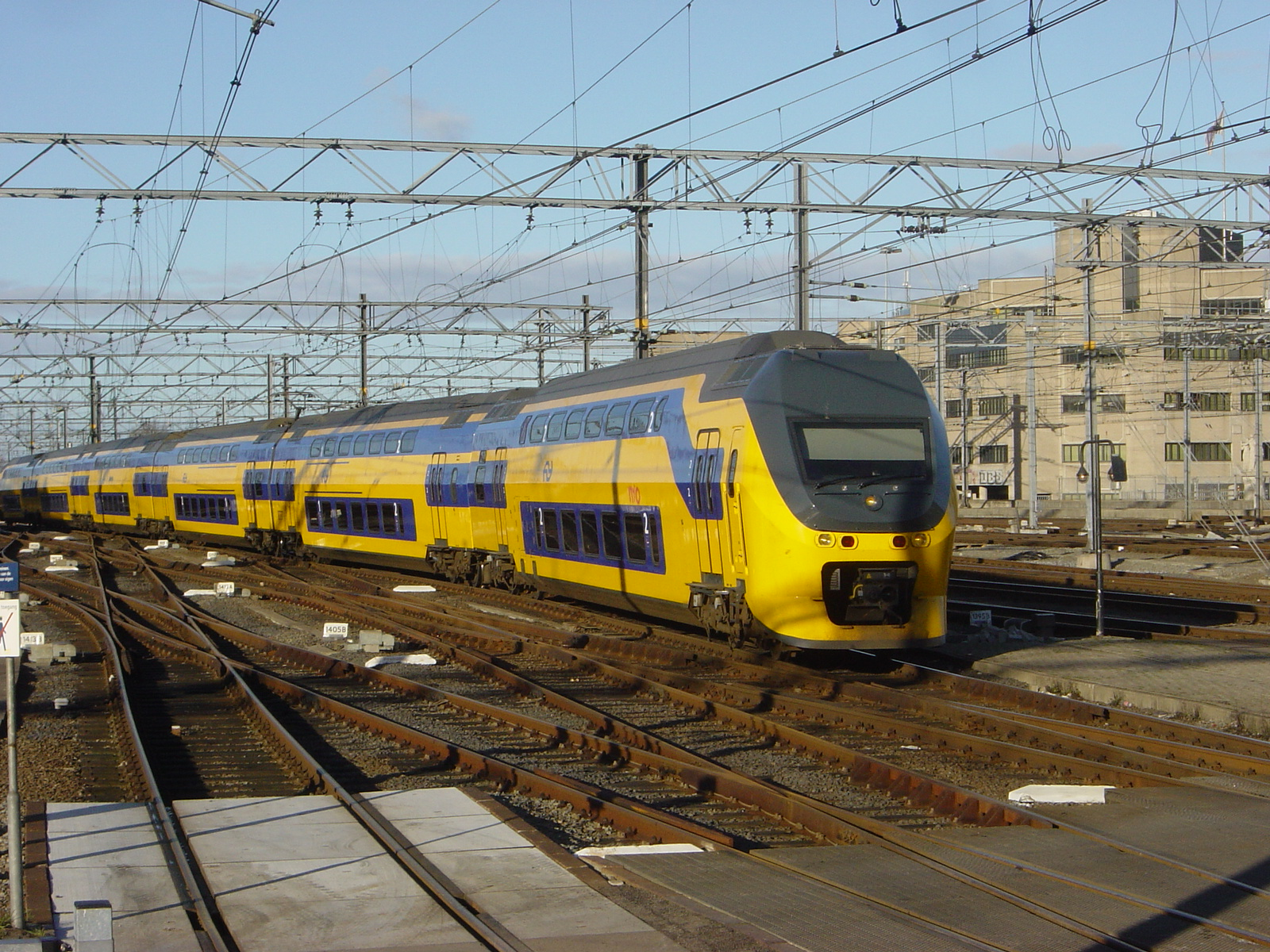
IC-Doppelstock-Triebzug vom Typ VIRM bei der Einfahrt in den Bahnhof von Utrecht

Europaweit dürfen die Erstattungsrichtlinien der Nederlandse Spoorwegen gegenüber Kunden bei Zugverspätungen als vorbildlich gelten: Sowohl im Fern- als auch im Nahverkehr erstattet das Unternehmen ab 30 Minuten Verspätung 50 Prozent des Fahrpreises, ab 60 Minuten den vollen Fahrpreis. Dies gilt auch, wenn die Störung nicht selbst verursacht wurde (Unfall, Schienensuizid). Ausnahmen gelten lediglich, wenn höhere Gewalt im Spiel ist (zum Beispiel: nationaler Stromausfall) oder die Verspätung aufgrund von Baustellenarbeiten im Voraus angekündigt wurde. Beträge kleiner als 2,30 Euro (Stand: November 2021) werden nicht erstattet. Internationale Fahrkarten unterliegen einer restriktiveren Erstattungsrichtlinie und werden über NS International erstattet.

## Fahrzeuge

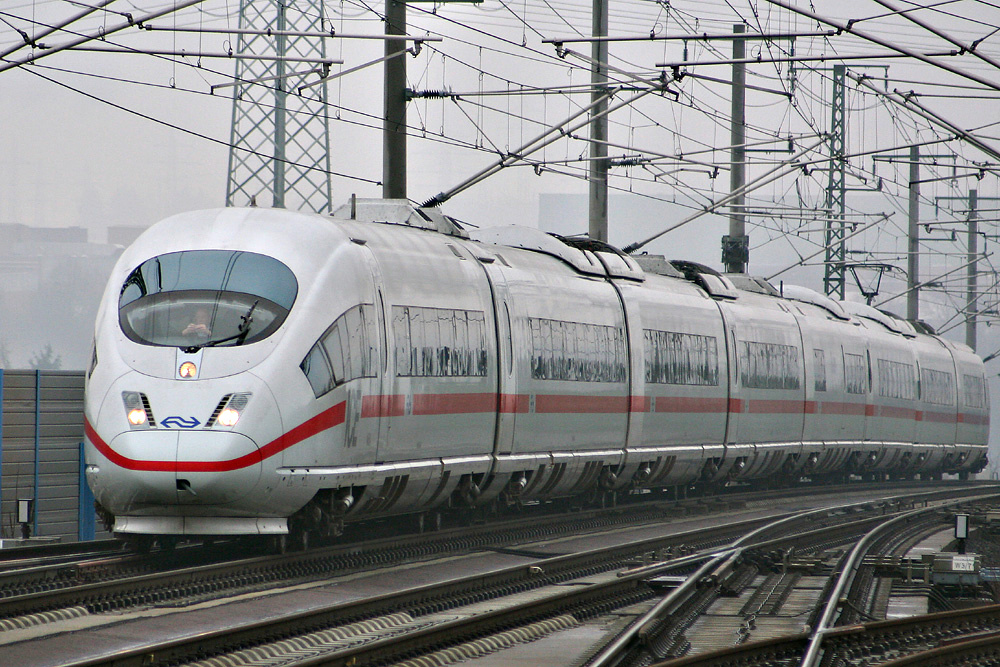
Ein ICE 3M der NS auf der Schnellfahrstrecke Köln–Rhein/Main

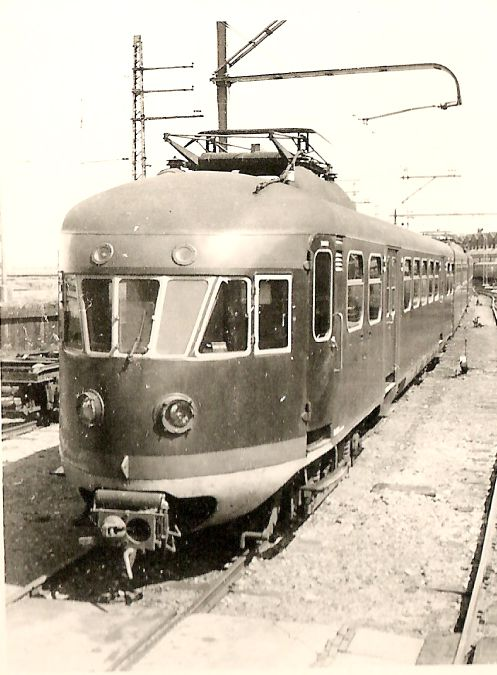
Vierteiliger Elektrotriebwagen der NS im Herbst 1954 in Tilburg (NL)

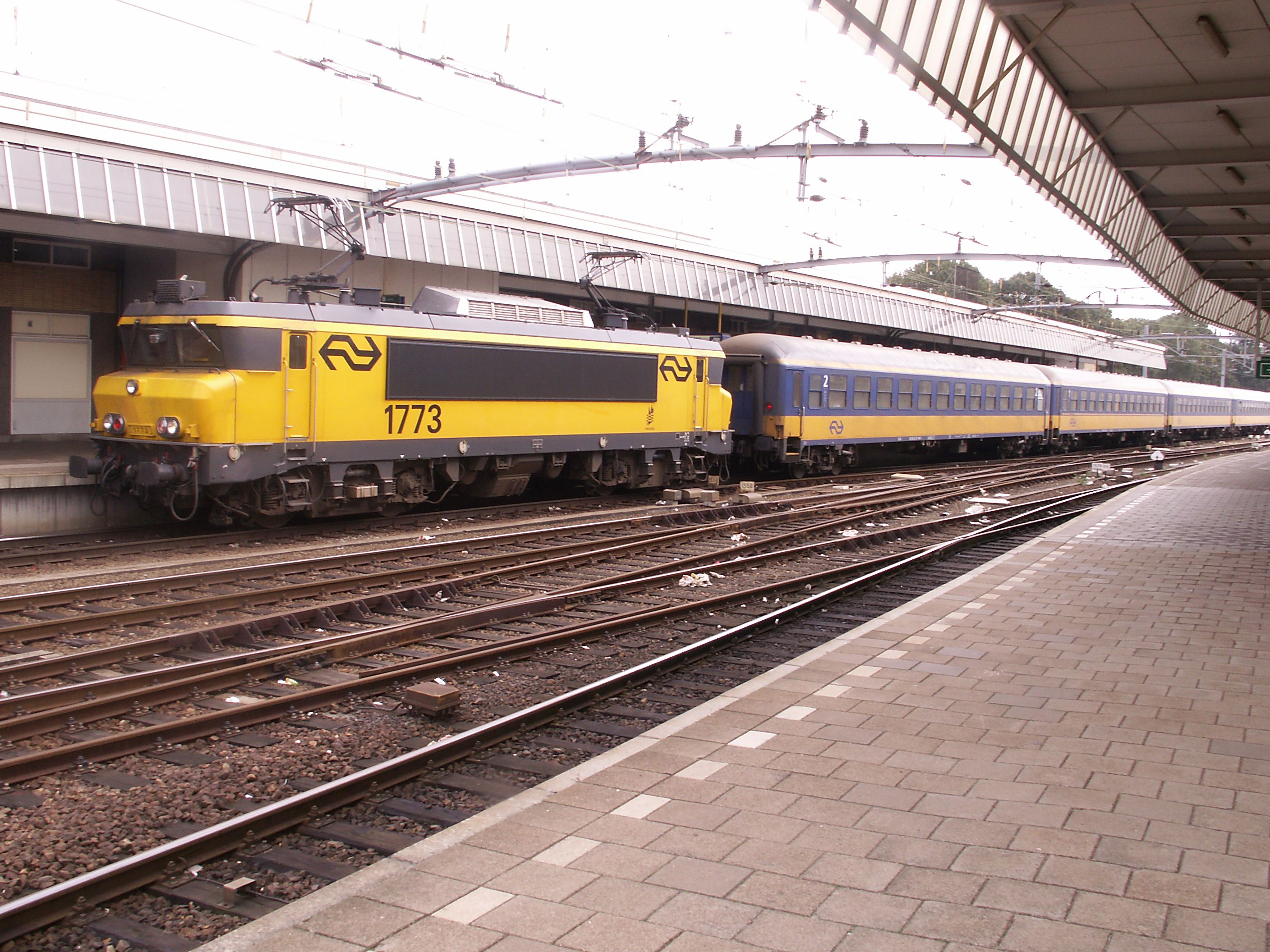
IC in Venlo

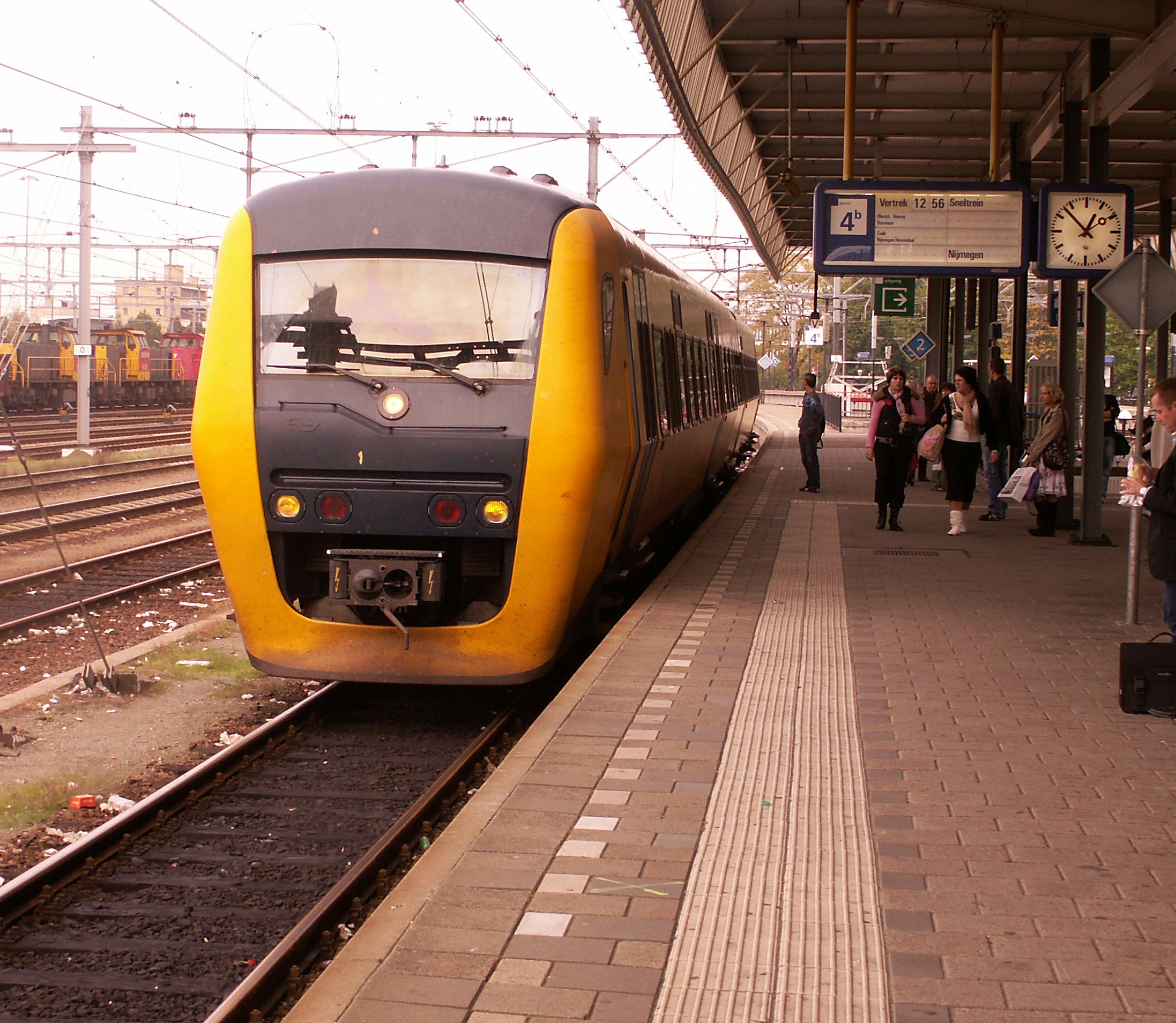
Schnellzug (S) in Venlo

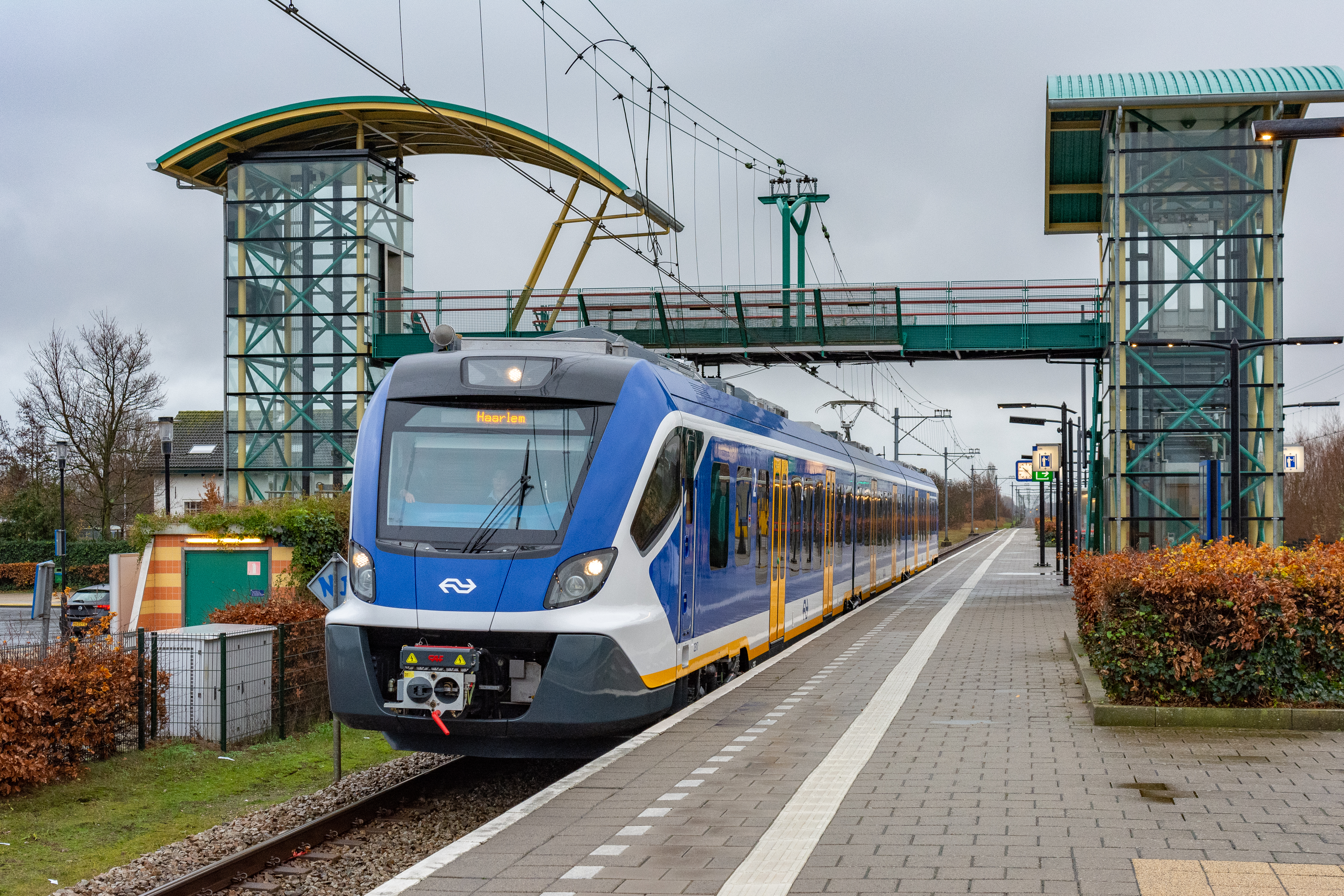
Sprinter am Bahnhof Hillegom

Bereits am 7. Januar 1958 führte die Lokomotive 3737 den letzten dampfbespannten Zug der NS, die damit als erste europäische Staatsbahn den Dampfbetrieb beendeten. Schon seit den 1940er Jahren setzt die NS für den Personenverkehr vorwiegend Triebwagen ein. Der internationale Reisezugverkehr wurde hingegen, abgesehen vom TEE-Verkehr, mit lokbespannten Zügen durchgeführt, da die elektrischen Triebwagen der NS nicht in der Lage waren, unter den Stromsystemen der Nachbarländer zu fahren. Seit dem Jahr 1996 verkehren jedoch mehrsystemfähige Thalys-Triebwagen nach Belgien und Frankreich, und seit 2000 auch Triebwagen des Typs ICE 3M nach Deutschland.
Berühmte Triebzüge waren:
- DE 5: 160 km/h schnelle fünfteilige Dieseltriebwagen für den Städteverkehr außerhalb des elektrifizierten Netzes
- ELD 4: 125 km/h schnelle vierteilige Elektrotriebwagen für den Regionalverkehr
- DE 1001–1003 RAm (ausgemustert): Gemeinsam mit den SBB wurden um 1957 fünf dieser Dieseltriebzüge beschafft, von denen drei der NS gehörten.
- AnsaldoBreda V250

Fahrzeuge bei NS Reizigers:
- VIRM (ehemals „Regiorunner“, Doppelstock-Triebzüge für den Intercity-Verkehr)
- ICMm (Intercity-Triebzüge)
- DDZ (Doppelstock-Triebzüge für den Intercity-Verkehr)
- SLT (Triebzüge für den Regionalverkehr)
- FLIRT (Triebzüge für den Regionalverkehr)
- SNG (Triebzüge für den Regionalverkehr)
- ICNG (Triebzüge für den Intercity-Verkehr, hauptsächlich im Betrieb auf der HSL Zuid)